# 沃爾哈拉鎮區 (明尼蘇達州伍茲湖縣)
沃爾哈拉鎮區（英語：Walhalla Township）是位於美國明尼蘇達州伍茲湖縣的一個行政鎮區。

## 地方資料
沃爾哈拉鎮區的面積為90.19平方千米，當中陸地面積為90.15平方千米，而水域面積為0.04平方千米。根據2020年美國人口普查的數據，當地共有人口146人，而人口密度為每平方千米1.62人。